# Salvation (musikalbum av Cult of Luna)
Salvation är det tredje studioalbumet till det svenska progressiva post metal-bandet Cult of Luna. Albumet släpptes oktober 2004 av skivbolaget Earache Records.

## Låtlista
1. "Echoes" – 12:30
2. "Vague Illusions" – 10:14
3. "Leave Me Here" – 7:15
4. "Waiting for You" – 10:47
5. "Adrift" – 7:18
6. "White Cell" – 5:38
7. "Crossing Over" – 8:33
8. "Into the Beyond" – 11:18

## Medverkande
Musiker (Cult of Luna-medlemmar)
- Johannes Persson – gitarr, sång
- Magnus Lindberg – gitarr, percussion, sampling
- Klas Rydberg – sång
- Erik Olofsson – gitarr
- Thomas Hedlund – trummor
- Andreas Johansson – basgitarr
- Anders Teglund – keyboard, sampling

Produktion
- Cult of Luna – producent
- Magnus Lindberg – ljudtekniker, ljudmix
- Pelle Henricsson – mastering
- Per Gustavsson, Erik Olofsson – omslagskonst